# Chells
Chells – osada w Anglii, w Hertfordshire. Chells jest wspomniana w Domesday Book (1086) jako Escelueia/Scelua/Scelue.